# 聖馬科斯 (德克薩斯州)
聖馬科斯（San Marcos）是美國的一座城市。位於德克薩斯州的海斯縣。2010年，聖馬科斯有人口44,894人。